# Echelle-Plasma-Emissions-Detektor
Der Echelle-Plasma-Emissions-Detektor (kurz EPED) ist ein in der Gaschromatographie, einem apparativen chemisch-analytischen Verfahren, eingesetztes Bauteil. Gaschromatographiegeräte mit EPED  finden Verwendung beim elementspezifischen Nachweis von schwefel- oder halogenhaltigen Analyten.

## Aufbau und Funktion
Der Detektor besteht aus einer Plasmazelle und einem Echelle-Spektrometer, d. h. einem Echelle-Gitter, das die vom Plasma emittierte Strahlung in die verschiedenen Wellenlängen aufspaltet und einem zweidimensionalen CCD-Sensor, mit dem die Intensitäten der Strahlung bei den unterschiedlichen Wellenlängen gemessen werden.
Die Plasmazelle besteht aus einem Quarzglasrohr von etwa 0,7 mm Innendurchmesser. Durch sie wird neben dem aus dem Gaschromatographen stammenden Säuleneluat im Trägergas Helium auch ein Reaktionsgasgemisch, bestehend aus Sauerstoff und Wasserstoff, geleitet. Über außen anliegende Elektroden wird eine gepulsten Hochfrequenz angelegt und so ein Heliumplasma erzeugt, in dem die Analyten atomisiert werden. Die vorliegenden Heteroatome werden dabei in einen elektronisch angeregten Zustand versetzt. Beim Relaxieren senden diese Strahlung aus, die für das jeweilige Element charakteristisch sind. Die zweidimensionale Aufspaltung am Echelle-Gitter ermöglicht eine hohe Wellenlängenpräzision und eine exakte Element-Zuordnung. Die Intensität der emittierten Strahlung ist proportional zur vorhandenen Konzentration des Analyten.

## Einsatzbereich
Mit dem EPED ist es möglich, gleichzeitig und unabhängig voneinander Verbindungen mit Heteroatomen wie Schwefel, Fluor, Chlor, Brom und Iod zu bestimmen. Der Einsatzbereich fokussiert sich daher vor allem auf die Analytik von Halogenkohlenwasserstoffen, bromierten Flammschutzmitteln, (poly-)fluorierten Verbindungen (Perfluorierte Tenside, Fluortelomeralkohole) und schwefelhaltigen Pflanzenschutzmitteln. Diese können unbeeinflusst von der heteroatomfreien Matrix mit vergleichsweise geringem Aufwand bei der Probenvorbereitung analysiert und quantifiziert werden.